# دييغو مارتينيز باريو
دييغو مارتينيز باريو (بالإسبانية: Diego Martínez Barrio)‏ (إشبيلية 25 نوفمبر 1883 – باريس 1 يناير 1962) هو سياسي وصحفي إسباني وصل إلى مناصب رئيس الكورتيس ورئيس الوزراء والرئيس المؤقت للجمهورية الإسبانية الثانية ورئيس الجمهورية الاسبانية الثانية في المنفى.

## السيرة الذاتية
وُلد في إشبيلية في 25 نوفمبر 1883. وهو ابن بناء وبائع في السوق. توفيت والدته عندما كان في الحادية عشرة من عمره. وسرعان مابدأ بالعمل منضد للحروف بالمطبعة. ثم التحق بالشباب الجمهوري لإشبيلية والحزب الجمهوري الراديكالي الذي أسسه أليخاندرو ليروكس وبدأ نشاطه الصحفي. أمضى شهرين خلال خدمته العسكرية سنة 1907 في زنزانة بتهمة جريمة الرأي لمقال كتبه، مع أن القضية قد رفضت.
وفي 1 يوليو 1908 تم قبوله بالماسونية. كان له مع الماسونية الإسبانية دور مهم للغاية ولعدة عقود. حيث اختير ليكون المعلم الكبير للشرق الاسباني الكبير. ولاحقا أسس جريدة بويبلو وساهم في نشر الأفكار الجمهورية في مقاطعة إشبيلية وغرب الأندلس. وفي 1910 بدأ حياته السياسية وانتخب مستشارًا لمدينة إشبيلية، ثم أعيد انتخابه للمنصب بعد انتخابات 1920.
في 1923 ترشح لمنصب نائب بالكورتيس. على الرغم من انتخابه إلا أن مجلس الإحصاء والمحكمة العليا ألغت تعيينه لصالح خوان إجناسيو لوكا دي تينا الذي رفض تولي منصبه. والخطوة التالية في حياته السياسية كانت انتخابه رئيسا للحزب الجمهوري الراديكالي في مقاطعة إشبيلية. وخلال ديكتاتورية بريمو دي ريفيرا قاد المعارضة للنظام في غرب الأندلس.
وفي 1930 كان جزءا من اللجنة الثورية التي انبثقت من ميثاق سان سيباستيان. وفي 14 أبريل 1931 تاريخ تأسيس الجمهورية الإسبانية الثانية حيث كان منفيا إلى فرنسا، مثل غيره من مؤيدي الجمهورية بسبب أنشطته السياسية.

### إعلان الجمهورية

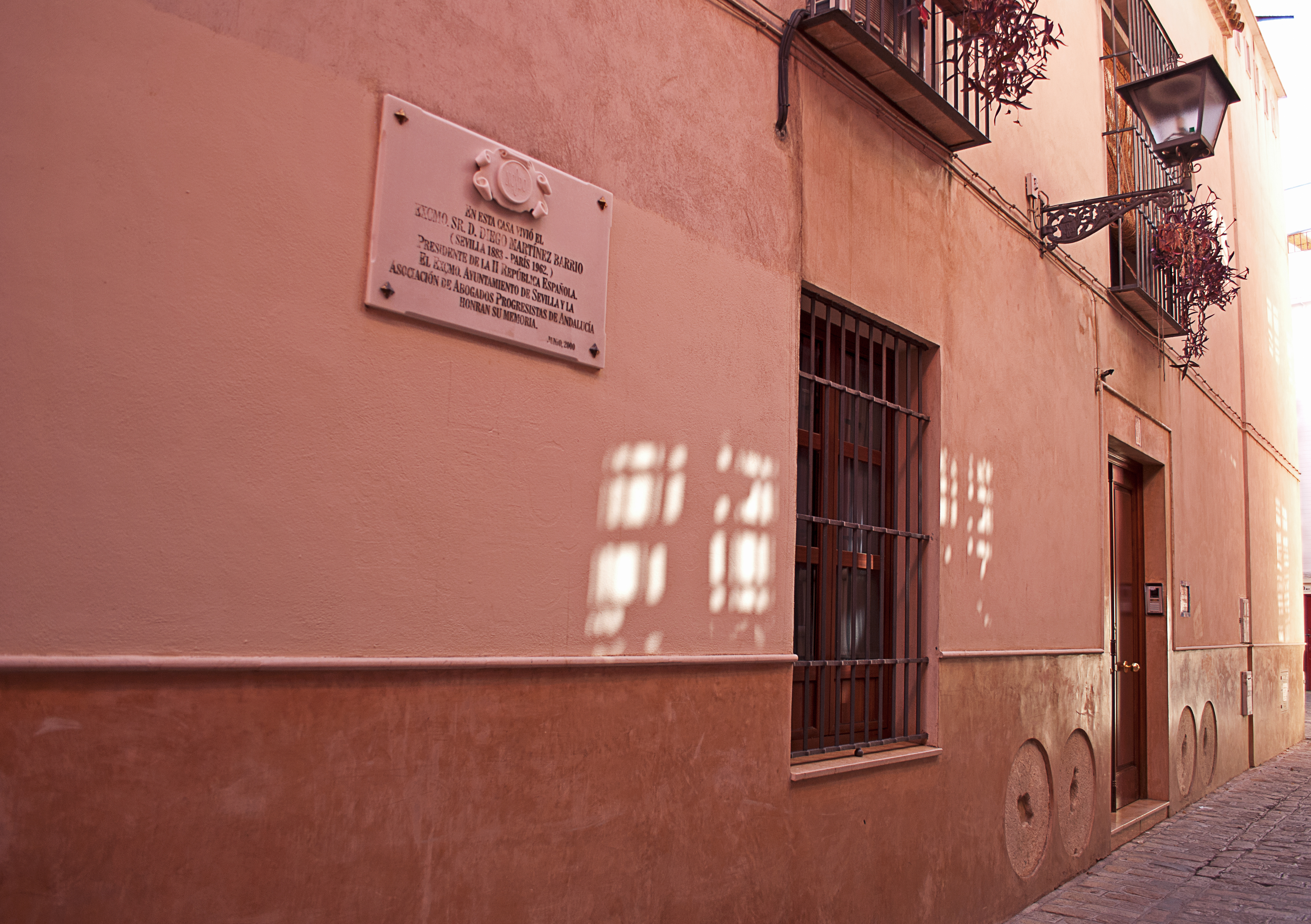
منظر للمنزل في شارع ليريو في إشبيلية، حيث المنزل الخاص ومطبعة مارتينيز باريو.

عاد دييغو مارتينيز باريو إلى إسبانيا بالقطار في 15 أبريل 1931، برفقته مارسيلينو دومينغو وإنداليسيو برييتو ولويس نيكولاو دولور الذين كانوا أيضًا في المنفى. أصبحت الرحلة - ليست مجرد عبور حدود- مجيدة، حيث احتشد الناس في المحطات، ولإرضاء السكان اضطر القطار إلى التوقف في القرى التي لم يتوقف فيها عادة. كان الحماس الشعبي لمرور الموكب هائلاً. وفي بلد الوليد ظهر الكابتن جنرال فرنانديز بيريز مع جنوده بينما كانت الفرق الموسيقية العسكرية تؤدى نشيد ريجو الذي أصبح بالفعل نشيد وطني. وعندما وصل إلى مدريد انتقل مباشرة إلى وزارة الداخلية، حيث شكلت الحكومة المؤقتة للجمهورية، والتي شغل فيها حقيبة وزير الاتصالات والتي أنشأتها تلك الحكومة للتو.
في 8 أكتوبر 1933 تم انتخابه لرئاسة الحكومة التي ستنظم الانتخابات، لأنه كان شخصًا معتدلًا ومعترفًا به ومحترمًا عند جميع أنحاء القوى السياسية وعمل في الحقيقة بنزاهة تامة، مما سمح على سبيل المثال بتأسيس الفلانخي الإسبانية في مدريد في 29 أكتوبر 1933 وحل مشكلة تمرد الأناركية التي نشأت بعد ظهور نتائج الانتخابات. وجرت الانتخابات بنظافة مطلقة وقرر مارتينيز باريو خلال الفترة الانتخابية تعليق تطبيق قانون الدفاع للجمهورية لتجنب أي اشتباه في عدم شرعيته.
فيما بعد كان وزيراً للداخلية في حكومة ليروكس، إلا أنه ترك الحزب بعدها لعدم موافقته على سياسة الليونة مع حزب سيدا الذي يرأسه خوسيه ماريا جيل روبلز، فأسس حزبه الخاص المسمى الحزب الراديكالي الديمقراطي الذي شكل لاحقًا الاتحاد الجمهوري.
اندمج الاتحاد الجمهوري في الجبهة الشعبية، فانتخب مارتينيز باريو نائبا لمدريد في انتخابات 16 فبراير 1936، كونه نظام انتخابي للقوائم المفتوحة، من المهم الإشارة إلى أنه كان الفائز الثاني للأصوات (224,337 صوتا)، حيث سبقه مرشح الحزب الاشتراكي خوليان بستيرو بفارق 203 صوتًا. تم تعيينه رئيسا للكورتيز وعمل رئيسا مؤقتا، في الفترة من 7 أبريل إلى 10 مايو 1936 بسبب إزاحة ألكالا زامورا.

### الحرب الأهلية
في ليلة 18-19 يوليو 1936 عرض عليه مانويل أثانيا بعد استقالة سانتياغو كاساريس كيروغا مهمة صعبة تتمثل في تشكيل حكومة مصالحة يمكن أن تمنع اندلاع الحرب. خلال بضع ساعات من النشاط المحموم، حيث اتصل هاتفيا بالعديد من القادة العسكريين في محاولة أخيرة لتغيير مواقفهم، واتفق معه العديد منهم جزئيا بفضل صداقاته الشخصية. وبالنهاية حيث سرد في مذكراته أنه تحدث هاتفيا مع الجنرال مولا الذي رفض أي محاولة تقارب. على عكس ماتم تأكيده بطريقة لا أساس لها من الصحة بأنه لم يعرض أبدًا على أي من هؤلاء الضباط أن يكونوا جزءًا من الحكومة الجديدة. وفي 20 يوليو استقال عندما تأكد لديه أن الحرب الأهلية حتمية. فحل محله خوسيه غيرال.
خلال الحرب الأهلية كان أحد المستشارين المقربين لأثانيا وترأس في عدة مناسبات برلمان الجمهورية.

### المنفى
بعد سقوط الجمهورية خرج إلى فرنسا ثم كوبا - في 16 مايو 1939- ثم إلى المكسيك، حيث ترأس مجلس التحرير الأسباني. وبعد انتهاء الحرب العالمية الثانية سنة 1945، عاد إلى باريس حيث عين رئيسًا للجمهورية في المنفى، وهو المنصب الذي شغله حتى وفاته. توفي في باريس في 1 يناير 1962، وبعد ثمانية وثلاثين عامًا، أي سنة 2000 نقلت رفاته إلى إشبيلية مسقط رأسه، فدفنت في مقبرة سان فرناندو.
وفي سنة 2008 أشاد مجلس مدينة إشبيلية بالسياسي الإشبيلي بنشر كتاب العمل الجمهوري، حيث فيه مختلف الخطب والمؤتمرات والتدخلات البرلمانية والتجمعات والأحداث العامة التي ألقاها مارتينيز باريو بين 1901 و 1959، وكذلك عينة مهمة من مراسلاته.

## وصلات خارجية
- دييغو مارتينيز باريو على موقع مونزينجر (الألمانية)